# 212723 Klitschko
212723 Klitschko è un asteroide della fascia principale. Scoperto nel 2007, presenta un'orbita caratterizzata da un semiasse maggiore pari a 2,4195934 UA e da un'eccentricità di 0,1457518, inclinata di 3,05567° rispetto all'eclittica.